# Waterloo (álbum)
| Críticas profissionais | Críticas profissionais |
| Avaliações da crítica  | Avaliações da crítica  |
| Fonte                  | Avaliação              |
| ---------------------- | ---------------------- |
| Allmusic               | link                   |
| Revista Blender        | link                   |
| Amazon                 | link                   |
| Rate Your Music        | link                   |
| George Starostin       | link                   |
| Adrian Denning         | link                   |
| Rolling Stone          | (Favorável) link       |

Waterloo é o segundo álbum de estúdio do grupo ABBA, originalmente lançado em 4 de março de 1974 na Suécia.
O grupo tornou-se reconhecido nos Estados Unidos por esse álbum. "Waterloo" foi a canção vencedora do Festival Eurovisão da Canção de 1974. Existem versões em francês, sueco e alemão da música que foi considerada a melhor de todas pelos espectadores europeus, entre mais de mil canções em finais de outubro de 1975, durante a comemoração do 50º Festival da Eurovisão da Canção, realizada em Copenhaga, Dinamarca.

## Lista de faixas
Todas as músicas foram escritas e compostas por Benny Andersson e Björn Ulvaeus, exceto onde indicado.
| Lado um |                                                                          |         |  |
| N.º     | Título                                                                   | Duração |  |
| 1.      | "Waterloo" (versão sueca; escrita por Andersson, Stig Anderson, Ulvaeus) | 2:45    |  |
| 2.      | "Sitting in the Palmtree"                                                | 3:39    |  |
| 3.      | "King Kong Song"                                                         | 3:14    |  |
| 4.      | "Hasta Mañana" (escrita por Andersson, Anderson, Ulvaeus)                | 3:05    |  |
| 5.      | "My Mama Said"                                                           | 3:14    |  |
| 6.      | "Dance (While the Music Still Goes On)"                                  | 3:05    |  |

| Lado dois      |                                                                         |         |  |
| N.º            | Título                                                                  | Duração |  |
| 1.             | "Honey, Honey" (escrita por Andersson, Anderson, Ulvaeus)               | 2:56    |  |
| 2.             | "Watch Out"                                                             | 3:46    |  |
| 3.             | "What About Livingstone?"                                               | 2:54    |  |
| 4.             | "Gonna Sing You My Lovesong"                                            | 3:35    |  |
| 5.             | "Suzy-Hang-Around"                                                      | 3:11    |  |
| 6.             | "Waterloo" (versão em inglês; escrita por Andersson, Anderson, Ulvaeus) | 3:05    |  |
| Duração total: | Duração total:                                                          | 38:10   |  |

## Reedições de CD, faixas bônus

### 1997
Waterloo foi remasterizado e relançado em 1997 com a mesma lista de músicas que o vinil original. Note que o CD original emitido pela Polydor, em 1990, trocou as faixas "Watch Out" e "What About Livingstone?". A remasterização de 1997 seguiu esta anomalia.

### 2001
Waterloo foi remasterizado e relançado em 2001 com três faixas bônus não encontradas em versões anteriores. Estas novas faixas foram (em ordem no disco):
1. "Ring Ring" (1974 EUA Remix, versão single) (Andersson, Anderson, Ulvaeus, Sedaka, Cody) – 3:06
2. "Waterloo" (versão sueca) (Andersson, Anderson, Ulvaeus) – 2:45
3. "Honey, Honey" (versão sueca) (Andersson, Anderson, Ulvaeus) – 2:59

### 30th Anniversary Edition
Waterloo - 30th Anniversary Edition conteve várias faixas e um DVD bônus, que incluiu as seguintes músicas (em ordem no disco):
1. "Ring Ring" (EUA remix 1974) (Andersson, Anderson, Ulvaeus, Neil Sedaka, Phil Cody) – 3:06
2. "Waterloo" (versão sueca) (Andersson, Anderson, Ulvaeus) – 2:45
3. "Honey, Honey" (versão sueca) (Andersson, Anderson, Ulvaeus) – 2:59
4. "Waterloo" (versão em alemão) (Andersson, Anderson, Ulvaeus, Gerd Müller-Schwanke) – 2:44
5. "Waterloo" (versão em francês) (Andersson, Anderson, Ulvaeus, Alain Boublil) – 2:42

- Os conteúdos extras do DVD incluíam as sequintes faixas de vídeo (em ordem no disco):

1. "Waterloo" (Festival Eurovisão da Canção, BBC) – 3:56
2. "Waterloo" (Melodifestivalen SVT) – 2:56
3. "Honey, Honey" (Star Parade, ZDF) – 3:19
4. "Hasta Mañana" (Señoras Y Señores, RTVE) – 3:05

### 2005
Waterloo foi remasterizado e relançado novamente em 2005 como parte do box The Complete Studio Recordings com várias faixas bônus, incluindo (em ordem no disco):
1. "Ring Ring" (EUA remix 1974) (Andersson, Anderson, Ulvaeus, Neil Sedaka, Phil Cody) – 3:06
2. "Waterloo" (versão sueca) (Andersson, Anderson, Ulvaeus) – 2:45
3. "Honey, Honey" (versão sueca) (Andersson, Anderson, Ulvaeus) – 2:59
4. "Waterloo" (versão em alemão) (Andersson, Anderson, Ulvaeus, Gerd Müller-Schwanke) – 2:44
5. "Hasta Mañana" (versão em espanhol) (Andersson, Anderson, Ulvaeus, Buddy McCluskey, Mary McCluskey) – 3:09
6. "Ring Ring" (remix 1974, versão única) (Andersson, Anderson, Ulvaeus, Sedaka, Cody) – 3:10
7. "Waterloo" (versão em francês) (Andersson, Anderson, Ulvaeus, Alain Boublil) – 2:42

### 2008
Waterloo foi relançado novamente em 2008 como parte do box The Albums, mas sem nenhuma das faixas bônus lançadas anteriormente.

## Dance (While the Music Still Goes On)
Apesar de ter sido apresentado no Greatest Hits e The Best of ABBA, "Dance (While the Music Still Goes On)" nunca foi lançada como single de lado A. Foi a primeira faixa a ser gravada para o álbum Waterloo em 24 de setembro de 1973 na Metronome Studio, e foi inspirada por Phil Spector do início dos anos 1960.

## Singles
O álbum continha três singles:
1. "Waterloo"/"Watch Out" (março de 1974)
2. "Honey, Honey"/"King Kong Song" (abril de 1974)
3. "Honey, Honey"/"Dance (While the Music Still Goes On)" (setembro de 1974) (apenas na Austrália)
4. "Hasta Mañana"/"Watch Out" (outubro de 1974)

## Pessoas envolvidas
- Benny Andersson – piano, teclas, vocais, moogs mellotron
- Agnetha Fältskog – vocais
- Anni-Frid Lyngstad – vocais
- Björn Ulvaeus – guitarra acústica, guitarra, vocais

### Músicos adicionais
- Ola Brunkert – bateria
- Christer Eklund - Saxofone tenor em "Waterloo"[1]
- Malando Gassama – percussão, conga em "Sitting in the Palmtree"[1]
- Rutger Gunnarsson – baixo elétrico
- Per Sahlberg – baixo elétrico em "Dance (While the Music Still Goes On)"[1]
- Janne Schaffer – guitarra
- Sven-Olof Walldoff – arranjo de cordas em "Honey, Honey"[1]

### Produção
- Benny Andersson; Björn Ulvaeus - produtores
- Michael B. Tretow - engenheiro
- Ola Lager – fotografia
- Ron Spaulding - design do álbum original
- Jon Astley; Tim Young; Michael B. Tretow - Remasterização para os Remasters de 1997
- Jon Astley; Michael B. Tretow - Remasterização para os Remasters de 2001
- Henrik Jonsson - Remasterização para The Complete Studio Recordings

## Tabelas
| Tabela musical (1974)                    | Melhor posição |
| ---------------------------------------- | -------------- |
| Australia Albums (Kent Music Report)     | 18             |
| Países Baixos (Dutch Charts)             | 74             |
| Finnish Albums (Suomen virallinen lista) | 2              |
| Alemanha (Offizielle Deutsche Charts)    | 6              |
| Nova Zelândia (RMNZ)                     | 38             |
| Noruega (VG-lista)                       | 1              |
| Suécia (Sverigetopplistan)               | 1              |
| Reino Unido (UK Albums Chart)            | 28             |
| Estados Unidos (Billboard 200)           | 145            |

| Tabela musical (2014)               | Melhor posição |
| ----------------------------------- | -------------- |
| Bélgica (Ultratop Flandres)         | 83             |
| Bélgica (Ultratop Valônia)          | 59             |
| Suécia (Sverigetopplistan)          | 51             |
| Reino Unido (Official Albums Chart) | 71             |

| Tabela musical (1974)              | Posição |
| ---------------------------------- | ------- |
| German Albums (Offizielle Top 100) | 24      |

## Certificações e vendas
| Região                                                                                             | Certificação | Vendas    |
| -------------------------------------------------------------------------------------------------- | ------------ | --------- |
| Alemanha (BVMI)                                                                                    | Platina      | 500,000^  |
| Austrália (ARIA)                                                                                   | 2× Platina   | 960,000   |
| Dinamarca (IFPI Dinamarca)                                                                         | Ouro         | 330,000   |
| Finlândia (IFPI Finlândia)                                                                         | Ouro         | 25,035    |
| Reino Unido (BPI)                                                                                  | Prata        | 60,000    |
| Suécia (GLF)                                                                                       | Diamante     | 349,938   |
| Resumos                                                                                            |              |           |
| Europa                                                                                             | —            | 3,000,000 |
| *números de vendas baseados somente na certificação ^distribuições baseadas apenas na certificação |              |           |